# Логарифмический масштаб
Логарифмический масштаб (Логарифмическая шкала) — шкала, длина отрезка которой пропорциональна логарифму отношения величин, отмеченных на концах этого отрезка, в то время как на шкале в линейном масштабе длина отрезка пропорциональна разности величин на его концах.
Логарифмическая шкала исключительно удобна для отображения очень больших диапазонов значений величин. Наглядный пример употребления и полезности логарифмического масштаба — логарифмическая линейка, которая позволяет проводить довольно сложные вычисления с точностью два-три десятичных знака.
По закону, открытому немецким анатомом и физиологом Эрнстом Вебером и сформулированному немецким же физиком и психологом Густавом Фехнером, величина ощущений человека и амплитуда вызвавшего их раздражения связаны логарифмической формулой. Данный закон справедлив для всех видов ощущений человека: слуха, зрения, обоняния, осязания. Закон Вебера — Фехнера звучит так: «Сила ощущения пропорциональна логарифму силы раздражения». Согласно этому закону воспринимаемая громкость звука также пропорциональна логарифму его интенсивности (в частности, логарифму мощности колонок). Поэтому на амплитудно-частотных характеристиках звуковоспроизводящих устройств применяют логарифмический масштаб по обеим осям.
В музыке под интервалом между двумя нотами понимается не разность, а отношение {\displaystyle f_{2}/f_{1}} их основных частот {\displaystyle f_{2}} и {\displaystyle f_{1}}. Интервал между соседними нотами (полутон) соответствует отношению частот 21/12, а ноты, отстоящие друг от друга на октаву, воспринимаемые как очень похожие по звучанию, по частоте различаются в два раза. То есть получается, что нотная шкала — логарифмическая: частота звука {\displaystyle f_{i}} конкретной клавиши фортепиано, при современной равномерной темперации, равна {\displaystyle f_{i}=f_{a}\cdot 2^{i/12}}, где {\displaystyle f_{a}} = 440 Герц, а {\displaystyle i} - число полутонов от ноты «ля» первой октавы до рассматриваемой ноты (положительное при отсчёте вверх и отрицательное вниз). 
Примеры применения логарифмического масштаба:
- Шкала Рихтера интенсивности землетрясений
- Шкала экспозиций в фотографии
- Звёздные величины — шкала яркости звезд
- Шкала pH
- Шкала интенсивности звука — децибелы
- Шкала частоты звука — нотная шкала
- Шкала распространения вирусных заболеваний